# 卡斯特利
卡斯特利（義大利語：Castelli），是意大利泰拉莫省的一个市镇。总面积49平方公里，人口1257人，人口密度25.7人/平方公里（2009年）。ISTAT代码为067012。